# Tepco
Tepco (Eigenschreibweise TEPCO, von englisch Tokyo Electric Power Company Holdings, Incorporated, japanisch 東京電力株式会社, Tōkyō Denryoku kabushiki-gaisha; wörtlich „Elektrische Energie Tokio“, kurz 東電, Tōden) ist ein Energieversorgungsunternehmen mit Sitz in Tokio, Japan, das im Nikkei 225 gelistet ist.
Das Versorgungsgebiet umfasst die Region Kantō mit den Präfekturen Tokio, Gunma, Tochigi, Ibaraki, Saitama, Chiba, Kanagawa, aber auch Yamanashi und Teile der Präfektur Shizuoka östlich des Flusses Fuji.
Die Wertpapierkennnummer des Unternehmens an der Tokioter Börse lautet 854307.

## Geschichte

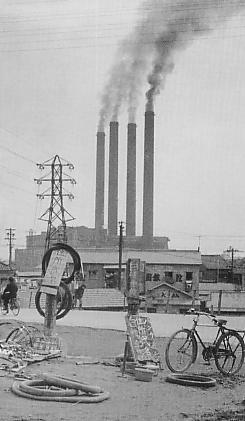
Kohlekraftwerk Senjū in den 1940ern mit seinen „Gespenster-Schornsteinen“ (お化け煙突, obake entotsu)

Historisches Logo

Kurz vor Beginn des Zweiten Weltkriegs wurden im April 1939 alle stromerzeugenden Unternehmen in Japan verstaatlicht und 1942 zu neun Staatsunternehmen zusammengefasst. Auf Betreiben von Yasuzaemon Matsunaga (1875–1971), dem Vorsitzenden des Rates zur Reorganisation der Stromindustrie, ließen die Alliierten Besatzungsbehörden diese neun Unternehmen zum 1. Mai 1951 privatisieren, wobei eines davon die Tōkyō Denryoku war. Diese behielten zunächst ihre regionalen Monopole und nach der Liberalisierung des Strommarktes 1995 regionale Quasi-Monopole.
Tepco ist der größte Energieproduzent Japans und produziert 27 % der Energie des Landes. Der Konzern hält das Quasi-Monopol im Großraum Tokio, einem Versorgungsbereich von 45 Millionen Einwohnern – mehr als ein Drittel der japanischen Bevölkerung.
In der Liste der weltweit umsatzstärksten Unternehmen (Fortune Global 500) kam Tepco im Jahr 2007 auf Rang 136 bzw. für Japan auf Rang 13. Das Unternehmen ist darüber hinaus einer der 30 größten Kohlenstoffdioxidemittenten der Welt. 2007 betrug der Ausstoß der von ihm betriebenen Anlagen 62,0 Millionen Tonnen CO2.
Im Jahr 2016 vollzog das Unternehmen einen Übergang hin zu einem Holding-Gesellschaftssystem. Dies führte zur Änderung des Geschäftsnamens in "Tokyo Electric Power Company Holdings" (vorher: "The Tokyo Electric Power Company Incorporated"). Im Zuge dieser Umstrukturierung wurden die verschiedenen Geschäftsbereiche neu organisiert: Das Brennstoff- und Kraftwerksgeschäft wurde unter dem Namen "TEPCO Fuel and Power" weitergeführt, das Stromversorgungsgeschäft unter "TEPCO Power Grid" und der Stromverkauf an Endkunden unter "TEPCO Energy Partner".
Tepco gründete im Oktober 2019 "TEPCO Renewable Power", das den Ausbau von Kraftwerken, die erneuerbare Energien nutzen, vorantreiben soll.

## Stromerzeugung
2009 war Tepco der Betreiber von
- 160 Wasserkraftwerken mit einer Gesamtleistung von 8.987 MW,
- 25 Verbrennungskraftwerken mit 38.189 MW (davon 10.830 MW durch Öl, 1600 MW durch Kohle und 25.759 MW durch Erdgas/Flüssiggas),
- 3 Kernkraftwerken (Fukushima Daiichi, Fukushima Daini und Kashiwazaki-Kariwa) mit insgesamt 17 Atomreaktoren mit 17.308 MW,
- einem Geothermiekraftwerk mit 3,3 MW und
- einem Windkraftwerk mit 0,5 MW.

Die beiden letztgenannten Kraftwerke befinden sich auf der Insel Hachijō-jima und wurden 1999 bzw. 2000 gebaut.

## Vorfälle

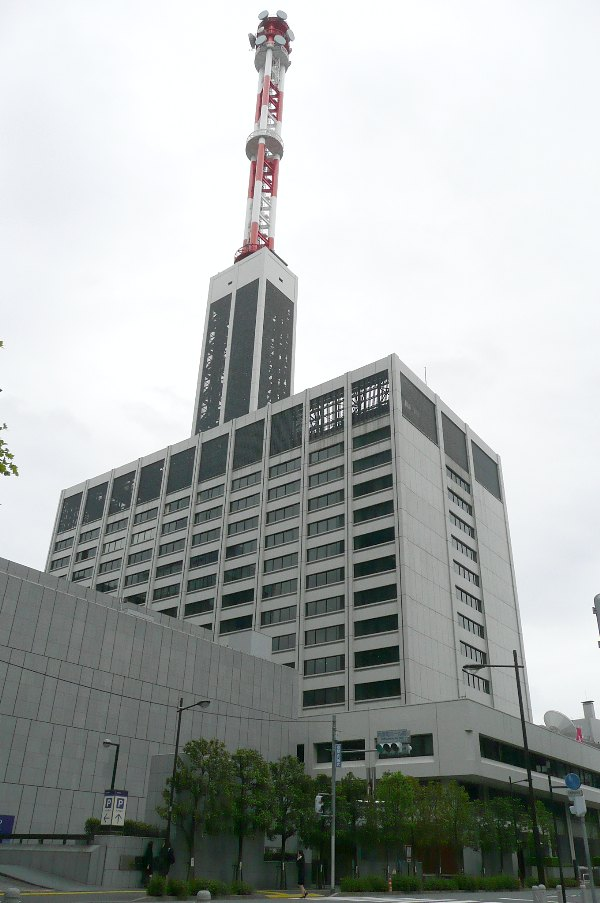
Die Tepco-Zentrale

Am 29. August 2002 wurde bekannt, dass Tepco 16 Jahre lang Unfälle nicht gemeldet und Reparaturen verzögert hatte. Die entsprechenden Berichte waren gefälscht worden. Daraufhin traten zum 30. September 2002 der das Unternehmen leitende Präsident Nobuya Minami (南 直哉), der Vorsitzende Hiroshi Araki (荒木 浩), einer der Vizepräsidenten Toshiaki Enomoto (榎本 聰明) als auch die beiden Berater Gaishi Hiraiwa (1914–2007) und Shō Nasu (那須 翔) zurück. Eine weitere Folge war, dass alle 17 Kernreaktoren, davon zehn in der Präfektur Fukushima und sieben im Kernkraftwerk Kashiwazaki-Kariwa, zur Überprüfung heruntergefahren werden mussten. Bis Juli 2004 wurden alle Reaktoren wieder eingeschaltet. Meldungen über Störfälle wurden 2004 immer wieder bekannt. Ersetzt wurde Nobuya Minami durch Tsunehisa Katsumata.
Infolge des Niigata-Chūetsu-Küstenerdbebens 2007 musste das firmengrößte Kraftwerk Kashiwazaki-Kariwa wegen Erdbebenschäden für 21 Monate abgeschaltet werden, wodurch das Unternehmen erstmals seit 28 Jahren einen Verlust vermelden musste und Katsumata von seinem Posten als Präsident und damit Firmenchef im Juni 2008 zurücktrat, aber Vorsitzender wurde. Abgelöst wurde er durch Masataka Shimizu.
Anfang März 2011 wies die japanische Atomaufsichtsbehörde (NISA) Tepco erhebliche Mängel bei Inspektion und Wartung ihrer Kernkraftwerke nach. Im Atomkraftwerk Fukushima Daiichi waren insgesamt 33 Geräte und Maschinen seit elf Jahren nie sorgfältig kontrolliert worden, darunter ein Motor und einer von dreizehn Notstrom-Dieselgeneratoren.

### Nuklearkatastrophe von Fukushima
Nach dem Tōhoku-Erdbeben und Tsunami vom 11. März 2011 kam es im Kernkraftwerk Fukushima Daiichi zu einer Folge von umfangreichen Anlagenausfällen, insbesondere der elektrischen Energieversorgung, und zu einer mangelnden Kühlung der Reaktorkerne und der in Abklingbecken gelagerten verbrauchten Brennstäbe. Diese Unfallserie führte zu schweren Beschädigungen mehrerer Reaktoren, zu drei partiellen Kernschmelzen und zu Bränden in den Abklingbecken mit erheblichen Freisetzungen radioaktiver Stoffe. Die Ereignisse wurden auf der Internationalen Bewertungsskala für nukleare Ereignisse als „katastrophaler Unfall“ (Stufe 7) eingestuft. Erstmals in der Geschichte Japans wurde ein „nuklearer Notstand“ ausgerufen.
Im April 2011 entschloss sich das Unternehmen, die Vergütung der Vorstandsmitglieder zu halbieren, sowie die Gehälter aller Manager um 25 % und aller restlichen Angestellten um 20 % zu reduzieren. Am 20. Mai 2011 erklärten Präsident Masataka Shimizu, Vizepräsident Sakae Mutō, Vizepräsident Makio Fujiwara und Direktor Tomijirō Morita den Rücktritt von ihren Posten zum 28. Juni. Als Shimizus Nachfolger wurde der bislang geschäftsführende Direktor, Toshio Nishizawa, genannt. Der Vorsitzende Tsunehisa Katsumata blieb dagegen vorerst im Amt.
Für das am 31. März 2011 abgelaufene Geschäftsjahr 2010 hatte Tepco wegen des Erdbebens und Tsunamis Folgekosten von 885 Mrd. Yen (7,5 Mrd. €) in den Kernkraftwerken Fukushima Daiichi und Daini, sowie 136 Mrd. Yen (1,2 Mrd. €) in anderen vom Tōhoku-Erdbeben beschädigten Anlagen. Das Unternehmen hatte unter anderem dadurch einen Verlust von 1247 Mrd. Yen (10,6 Mrd. €) nach Steuern, im Gegensatz zu einem Gewinn von 133 Mrd. Yen (1,1 Mrd. €) nach Steuern im Vorjahr. Trotz steigendem Umsatz seit 2011 hatte Tepco durch Folgekosten und Rückstellungen hohe Verluste nach Steuern zu verzeichnen, mit den zwei Geschäftsjahren vor der Katastrophe als Referenz:
| Kennzahlen [Mrd. Yen] | Geschäftsjahr | Geschäftsjahr | Geschäftsjahr | Geschäftsjahr | Geschäftsjahr |
| Kennzahlen [Mrd. Yen] | 2008          | 2009          | 2010          | 2011          | 2012          |
| --------------------- | ------------- | ------------- | ------------- | ------------- | ------------- |
| Umsatz                | 5888          | 5016          | 5369          | 5349          | 5976          |
| Gewinn/Verlust        | −85           | 138           | −1247         | −782          | −685          |

Bis zum 31. März 2013 (Geschäftsjahr 2012) liefen damit Verluste von 2,7 Billionen Yen an. Um die Geschäftstätigkeit des Unternehmens angesichts dessen Verpflichtungen bezüglich Entschädigungszahlungen und Stilllegung des Kraftwerks sicherzustellen bzw. der drohenden Insolvenz zu entgehen, wurde das Unternehmen im Mai 2012 mit einer Billion Yen (9,6 Mrd. Euro) unterstützt. Im Gegenzug übernahm die japanische Regierung mehr als 50 Prozent der Stimmrechte und verstaatlichte das Unternehmen damit de facto.
Zuvor wurde der bisherige geschäftsführende Direktor Naomi Hirose zum neuen Präsidenten und Nachfolger von Toshio Nishizawa ernannt. Im Juli 2012 wurde zudem der bisherige Vorsitzende Tsunehisa Katsumata durch Kazuhiko Shimokōbe ersetzt.
Bis April 2013 zahlte Tepco 2,2 Billionen Yen an Entschädigungen aus. Die Gesamt-Wiederherstellungskosten, die auf den regierungsgestützten Rettungs-Fonds zukommen werden auf 11 Billionen Yen geschätzt.
Die Atomregulierungsbehörde Japans befand am 4. Oktober 2017, dass die Reaktoren 6 und 7 im weltgrößten Kernkraftwerk Kashiwazaki-Kariwa die nach der Katastrophe von Fukushima verschärften Sicherheitsauflagen erfüllen. Der Gouverneur der betroffenen Präfektur Niigata sowie Teile der Bevölkerung lehnen ein Wiederhochfahren bisher ab.